# Reasonable Doubt (serie televisiva)
Reasonable Doubt è una serie televisiva drammatica statunitense del 2022 creata da Raamla Mohamed, con protagonista Emayatzy Corinefilo.
La serie, prodotta da Onyx Collective, è stata distribuita negli Stati Uniti a partire dal 27 settembre 2022 sulla piattaforma streaming Hulu. In Italia è stata distribuita a partire dal 23 novembre 2022 su Disney+, come Star Original.

## Trama
La serie segue la storia di Jax Stewart, un’avvocatessa di successo che lavora in uno studio legale di lusso a Los Angeles. Jax si occupa di casi complessi e spesso ingiusti, mettendo in discussione il sistema giudiziario. Nel frattempo, deve gestire i problemi della sua vita privata, tra una separazione dal marito e il ritorno di un vecchio cliente che aveva difeso in passato.

## Episodi
| Stagione         | Episodi | Pubblicazione USA | Pubblicazione Italia |
| ---------------- | ------- | ----------------- | -------------------- |
| Prima stagione   | 9       | 2022              | 2022                 |
| Seconda stagione | 10      | 2024              | inedita              |

## Personaggi e interpreti
- Jacqueline "Jax" Stewart, interpretata da Emayatzy Corinealdi
- Lewis, interpretato da McKinley Freeman
- Daniel, interpretato da Tim Jo
- Rich Reed, interpretato da Christopher Cassarino
- Krystal Walters, interpretata da Angela Grovey
- Naima, interpretata da Aderinsola Olabode
- Damon Cooke, interpretato da Michael Ealy
- Spenser, interpretato da Thaddeus J. Mixson
- Brayden Miller, interpretato da Sean Patrick Thomas
- Kaleesha Moore, interpretata da Perri Camper
- Autumn, interpretata da Tiffany Yvonne Cox
- Sally, interpretata da Nefetari Spencer e
- Shanelle, interpretata da Shannon Kane

## Produzione
Nell'ottobre del 2019, viene annunciato che una nuova serie, chiamata Reasonable Doubt, era entrata in sviluppo per conto di ABC e prodotto dalla Simpson Street Productions di Kerry Washington, in collaborazione con Wilmore Films e ABC Studios.
La serie è stata creata da Raamla Mohamed, ex scrittrice di Scandal. È vagamente inspirata alle esperienze dell'avvocatessa Shawn Holley, che è anche produttrice della serie.
Il 20 luglio 2021, viene annunciato che la serie sarebbe stata prodotta per Hulu, attraverso Onyx Collective, da ABC Signature.
Nel settembre 2021, viene annunciato che Emayatzy Corinealdi avrebbe recitato nel ruolo della protagonista e che Kerry Washington avrebbe diretto un episodio della serie.
Qualche mese dopo, Michael Ealy, Thadeus J. Mixson e l'esordiente Aderinsola Olabode sono entrati a far parte del cast fisso e Pauletta Washington e Sean Patrick Thomas sono stati scelti per interpretare dei personaggi ricorrenti.

## Distribuzione
Il 7 settembre 2022, è stato pubblicato ufficialmente il primo trailer della serie.
La serie è stata distribuita negli Stati Uniti sulla piattaforma streaming Hulu in blocco a partire dal 27 settembre 2022 e conta nove episodi. A livello internazionale è stata distribuita su Disney+ e Star+ (America Latina), come Star Original.